# Alejandro Chumacero
Alejandro Saúl Chumacero Bracamonte (ur. 22 kwietnia 1991 w La Paz) – boliwijski piłkarz występujący na pozycji środkowego pomocnika, obecnie zawodnik The Strongest.

## Kariera klubowa
Chumacero urodził się i wychowywał w mieście La Paz, pochodzi z ubogiej rodziny. Już w wieku trzech lat grał w piłkę na ulicach nieopodal swojego domu, a później ze swoim ojcem, Antonio, z zawodu taksówkarzem. Przejawiał duży talent do futbolu, przez co jako siedmiolatek zapisał się do szkółki piłkarskiej zespołu The Strongest, równolegle występując też w szkolnej drużynie Don Bosco. Gdy miał szesnaście lat, po raz pierwszy został ojcem – na świat przyszedł jego syn, Miguel Alejandro. Do treningów seniorskiej drużyny The Strongest został włączony półtora miesiąca później przez argentyńskiego szkoleniowca Sergio Óscara Lunę i w Liga de Fútbol Profesional Boliviano zadebiutował 2 czerwca 2007 w wygranym 2:1 spotkaniu z Universitario Sucre, w którym strzelił także premierowego gola w najwyższej klasie rozgrywkowej. Podstawowym piłkarzem klubu został w 2010 roku, a w sezonie Apertura 2011 wywalczył z nim pierwsze mistrzostwo Boliwii. Sukces ten powtórzył również pół roku później, w rozgrywkach Clausura 2012. W 2011 roku wziął udział w pierwszym międzynarodowym turnieju w swojej karierze, Copa Sudamericana, jednak odpadł z niego razem z The Strongest już w rundzie wstępnej.

## Kariera reprezentacyjna
W 2011 roku Chumacero został powołany przez trenera Marco Sandy'ego do reprezentacji Boliwii U-20 na Młodzieżowe Mistrzostwa Ameryki Południowej w Peru. Tam był podstawowym piłkarzem swojej drużyny i wystąpił w trzech spotkaniach od pierwszej minuty, nie zdobywając gola. Jego kadra zanotowała remis i trzy porażki, zajmując ostatnie miejsce w grupie i nie awansowała do drugiej fazy turnieju, a co za tym idzie nie zdołała się zakwalifikować na rozgrywane kilka miesięcy później Mistrzostwa Świata U-20 w Kolumbii.
Pierwsze powołanie do seniorskiej reprezentacji Boliwii otrzymał już jako osiemnastolatek, w sierpniu 2009 przez selekcjonera Erwina Sáncheza na spotkania wchodzące w skład nieudanych eliminacji do Mistrzostw Świata 2010, jednak nie zdołał wówczas rozegrać ani jednego meczu. W kadrze zadebiutował dopiero za kadencji szkoleniowca Gustavo Quinterosa, 6 września 2011 w zremisowanym 0:0 pojedynku towarzyskim z Peru. Premierowego gola dla drużyny narodowej strzelił 12 października 2012 w zremisowanej 1:1 konfrontacji, także z Peru, w ramach eliminacji do Mistrzostw Świata 2014.